# Protmesibasis laeta
Protmesibasis laeta is een insect uit de familie van de vlinderhaften (Ascalaphidae), die tot de orde netvleugeligen (Neuroptera) behoort. 
Protmesibasis laeta is voor het eerst wetenschappelijk beschreven door Tjeder in 1992.